# Shreve (Ohio)
Pour les articles homonymes, voir Shreve.
Shreve est un village américain situé dans le comté de Wayne, dans l'Ohio. Selon le recensement de 2010, sa population est de 1 514 habitants.